# مرتضی عبدالرسولی

مرتضی عبدالرسولی (۱۲۸۴-۱۳۷۳ ش) از استادان هنر خوشنویسی و موسیقی‌دان و از استادان ادبیات دانشگاه تهران بود.

## زندگی‌نامه و استادان
مرتضی عبدالرسولی فرزند علی عبدالرسولی و نوه ملا عبدالرسول فیروزکوهی بود که در سال ۱۲۸۴ متولد شد. مدتی علوم قدیمه را در حوزه علمیه تهران را خواند و بعد به خطاطی روی آورد و در اثر حسن خط و قدرت قلم در بیشتر محافل هنری کشور اشتهار حاصل کرده و آثار خطی او به حد مطلوب و مورد پسند خطاطان و خط شناسان معاصر واقع گردیده است پس از پایان دوره تحصیل بنا به ذوق و نبوغ فراوانی که به هنر خط داشت متوجه آموختن این هنر گردید و ابتدا به راهنمائی پدر خود علی عبدالرسولی که او نیز خود از خوشنویسان روزگار خویش بود به فرا گرفتن خط شکسته مشغول شد و از او بهره بسیار برد پدر او چون می‌خواست که فرزند او در آتیه خطاطی هنرمند گردد او را نزد  میرزا عبدالحمید ملک‌الکلامی معرف به امیرالکتاب که در هنروری استاد مسلم عصر خود بود به مکتب سپرد و عبدالرسولی خطوط نسخ و ثلث را از او فرا گرفت و خطش از تعلیم درآمد و پیشرفت خط وی بدان میزان رسید که استاد او را از شاگردی معاف داشت چون از این استاد گذشت برای اخذ اصول و قواعد خط نستعلیق نزد  علی منظوری حقیقی که از خوشنویسان بنام معاصر به شمار می‌رفت به مشق پرداخت و مایه این خط را از وی آموخت و با این حال برای کسب کمال هنری که استعداد آن به حد وفور در نهاد او موجود بود به مکتب استادان دیگری راه یافت و نیز توشه‌ای وافی بر گرفت و خود از خطاطان ارزنده این زمان گردید. این خطاط توانا در آموختن این هنر ظریف و بدیع رنج‌های فراوانی برده و به زودی در تحصیل فنون خطوط نستعلیق و شکسته و نسخ و ثلث موفقیت شایانی به‌دست آورده و آوازه‌ای برای خود کسب کرد.حبیب سماعی دیگر استاد سنتور و موسیقی وی است.

## دیدگاه عماد خراسانی
عبدالرسولی در تحریر خطوط سته، چیره دست بوده و مخصوصاً در خط ثلث جلی دستی توانا دارد. عماد خراسانی درباره وی چنین سروده‌است:
| تو درون دل آشفته ما جا داری     |  | کانچه دل می‌طلبد از تو مهیا داری |
| خط دلجوی تو چون سر خط آزادی جان |  | پنجه‌ای زنده کن روح نکیسا داری   |

## درگذشت
مرتضی عبدالرسولی که از ارادتمندان طریقت عرفانی نعمت‌اللهی گنابادی بود در ۲۶ دی سال ۱۳۷۳ درگذشت و در مزار سلطانی بیدخت گناباد به خاک سپرده شد.

## نمونه آثار خوشنویسی
همچنین از آثار خوشنویسی این استاد ممتاز خوشنویسی می‌توان کتیبه مزار خیام نیشابوری(آرامگاه خیام)، کتیبه‌های مزار سلطانی بیدخت در گناباد، کتابت گلستان سعدی و کتابت دیوان حافظ را یاد کرد.